# The Pioneer One
Die The Pioneer One ist ein 2020 gebautes Tagesausflugsschiff, das von der Lux-Werft in Mondorf am Rhein nördlich von Bonn gebaut wurde. Die Auftraggeber bezeichnen sie als Redaktionsschiff.

## Geschichte
Das Schiff wurde mit der Baunummer 223 bei der Lux-Werft gebaut. Der Stapellauf erfolgte im Mai 2020.
Die Pioneer One wird von dem Berliner Medienunternehmen Media Pioneer Publishing unter Führung des deutschen Journalisten Gabor Steingart betrieben. Das Schiff wird tagsüber von rund 30 redaktionellen Mitarbeitern als Arbeitsplatz und abends für Veranstaltungen oder Fahrten im Berliner Stadtgebiet und ins Umland genutzt.

## Technische Daten und Ausstattung
Das Schiff ist 40 Meter lang und 7 Meter breit. Der 170-kW-Elektromotor zum Propellerantrieb wird aus Akkus angetrieben. Die Akkumulatoren werden über Nacht am Liegeplatz nahe dem Bundestag geladen. Zugelassen ist das Tagesausflugsschiff für die Beförderung von maximal 200 Personen.